# Демченко, Галина Алексеевна
Галина Алексеевна Демченко (28 декабря 1922 — 10 июня 1986) — советский украинский детский писатель, поэтесса, прозаик.

## Биография
Родилась в селе Александровка Украинской ССР в семье агронома. Детство провела в с. Макеевке Носовского района.
Поступила на педагогическое отделение Кировоградского института, но затем перевелась в Киевское училище прикладного искусства, которое окончила в 1949 году.
Работала художником декоративного ткачества, затем — в журнале «Малютка» («Малятко») (художественный редактор).

## Творчество
Начала печататься с 1953 года в периодике. Автор стихов, рассказов и пьес для детей; в свет вышли книги: «Малышам» (1955), «Дедушкины сказки» (1957), «Загадки и выдумки» (1959), «Рассказы Золотавки», «Цветы-квітоньки» (1960), «Что растет в поле» (1963), «Грачиний суд», повести «Варвара» (1965), «Скачет зайчик» (1970).
Произведения публиковались в сборниках: «Новорічне свято» (1984), «Перший раз — у перший клас» (1986), «Малятко» (1988).
В 1969 году написала либретто к опере для детей «В зеленом саду» (музыка А. Филипенко).
Член Союза писателей Украины.